# American Field Service
 (mars 2017).
Si vous disposez d'ouvrages ou d'articles de référence ou si vous connaissez des sites web de qualité traitant du thème abordé ici, merci de compléter l'article en donnant les références utiles à sa vérifiabilité et en les liant à la section « Notes et références ».
Pour les articles homonymes, voir AFS.
American Field Service (AFS) ou AFS Intercultural Programs est une structure à but non lucratif d’organisation de séjours éducatifs. AFS regroupe plus de 50 associations nationales sur les cinq continents, chacune avec un réseau de bénévoles, une équipe de salariés et un conseil d’administration propres.
Les jeunes âgés de 15 à 18 ans sont accueillis par des familles d'accueil non rémunérées pour une immersion linguistique et culturelle complète, pour une durée minimale d'un mois et demi à celle maximale d'onze mois. L'association propose également désormais des séjours à vocation humanitaire pour les jeunes de 18 à 30 ans.
Si la pandémie a logiquement limité la mobilité internationale ces dernières années, ce sont malgré tout 350 jeunes étrangers qui ont été accueillis en France en 2022 par des familles bénévoles et 290 jeunes Français qui sont partis à l’étranger par le biais d’AFS Vivre Sans Frontière. Au niveau mondial, plus de 8 000 jeunes sont partis dans le cadre d'un programme AFS (contre plus de 12.000 avant Covid), avec l'aide de 50 000 bénévoles actifs.

## Histoire

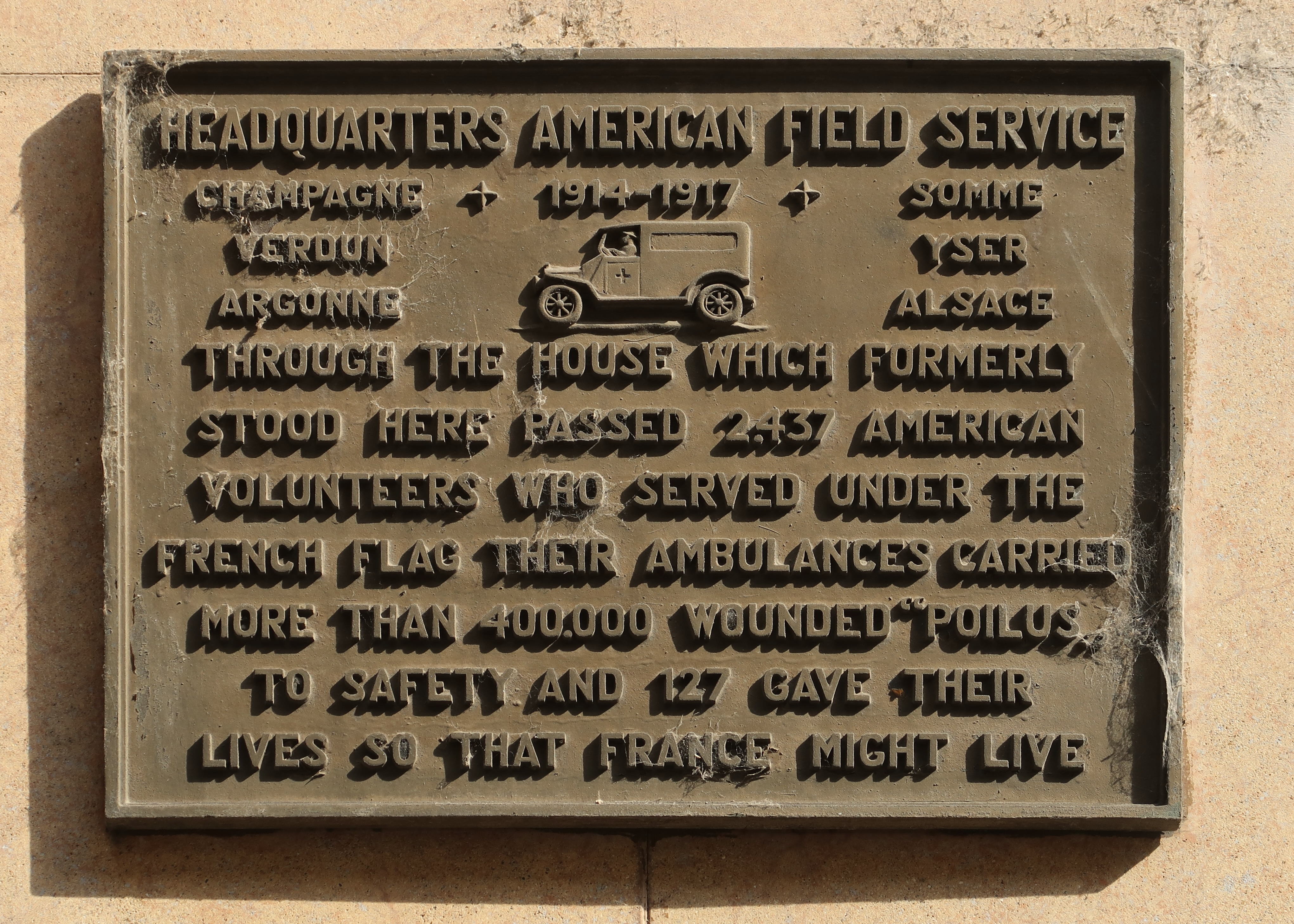
Plaque au no 21 rue Raynouard (16e arrondissement de Paris).

L’American Field Service (AFS) est né de l’engagement de jeunes volontaires américains pour sauver des vies sur les champs de bataille de la Première Guerre mondiale. De cet élan de solidarité est né un organisme qui propose aux jeunes générations des programmes éducatifs dans le monde entier, en faisant le pari que la compréhension mutuelle peut éviter des guerres.
Peu après 1914, alors qu’a éclaté la Première Guerre mondiale, de jeunes étudiants américains décident de traverser l’Atlantique afin de porter volontairement secours aux blessés sur les champs de bataille en formant un service d’ambulanciers : l’American Field Service (AFS) est né. Les volontaires américains font le voyage sur leurs fonds propres et officient aux côtés de l’armée française jusqu’à l’entrée en guerre des États-Unis en 1917. Durant l’entre-deux-guerres, un programme de bourses est lancé pour développer les échanges universitaires entre la France et les États-Unis et attribue 222 bourses à des étudiants diplômés français et américains
Pendant la Seconde Guerre mondiale, les ambulanciers de l’AFS s’illustrent de nouveau par leur action aux côtés des armées alliées.
Au sortir de la Seconde Guerre mondiale, les ambulanciers choisissent de poursuivre leur engagement. Ils créent, en 1946, un programme d’échanges interculturels entre plusieurs pays dont la Tchécoslovaquie, la Syrie, les Pays-Bas et la France, pour l’envoi d’étudiants aux États-Unis. En 1950, les jeunes américains sont encouragés à partir étudier à l’étranger, dans un premier temps en Europe, puis, dès 1957, dans le monde entier.
Au début des années 1970, les échanges s’intensifient et s’internationalisent.
Depuis 1947, ce sont 500 000 jeunes qui ont participé à un programme de mobilité internationale et plus d’un million de personnes qui ont été en lien avec AFS, en tant que famille d’accueil ou comme bénévole.

## Dates-clefs
- 1915 : Première Guerre mondiale

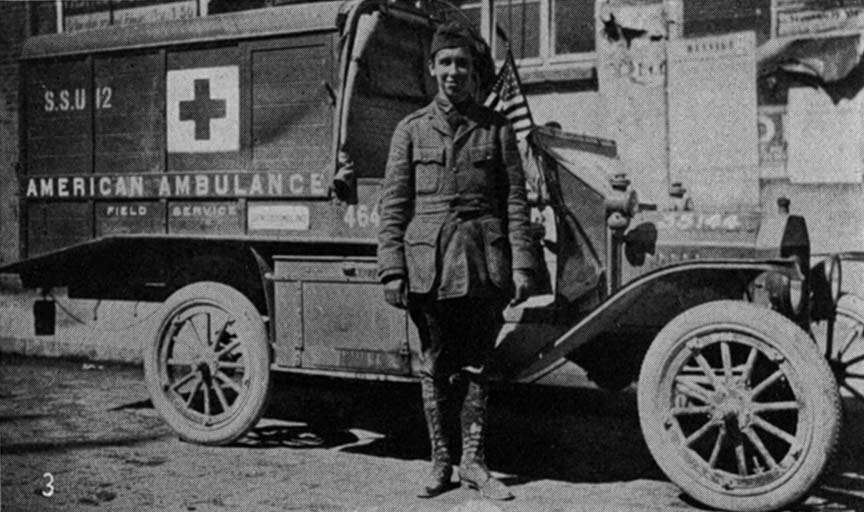
Une ambulance américaine en France (1917) et son conducteur Julien Bryan, futur écrivain et cinéaste américain.

Dès les premiers mois de la Première Guerre mondiale, des comités se forment dans plus d’une centaine de villes aux États-Unis,notamment sur les campus des grandes universités, pour encourager les jeunes américains à venir soutenir la mobilisation américaine en France (notamment à partir du lycée Pasteur (Neuilly-sur-Seine)) et s’engager dans des missions humanitaires, principalement pour porter assistance aux blessés. Les premières unités d’ambulances sont créées près du front et forment l’American Ambulance Field Service.
- 1919-1920 : Premières bourses d’études

L’association AFS est créée en mai 1920 afin de coordonner les réunions entre les anciens membres de l’American Field Service et de gérer les bourses d’études AFS pour le programme des universités françaises, fondé en décembre 1919. Le programme permet de cultiver des relations pacifiques entre les États-Unis et la France et attribue, jusqu’à son arrêt en 1952, un total de 222 bourses d’études à des étudiants diplômés français et américains.
- 1939-1945 : Deuxième Guerre mondiale

AFS est relancé en tant que corps de conducteurs ambulanciers volontaires, peu après le début de la Seconde Guerre mondiale, en 1939. Le premier groupe d’Américains embarque à New York le 23 mars 1940 pour rejoindre l’Europe, sous la direction de Stephen Galatti. Après l’invasion allemande et la mise en place du régime de Vichy en juin 1940, AFS cesse ses activités en France, mais les conducteurs ambulanciers volontaires d’AFS continuent de servir aux côtés des troupes françaises, britanniques, polonaises, australiennes, néo-zélandaises, indiennes et sud-africaines au Moyen-Orient, en Italie, en Allemagne, en Inde et en Birmanie.
- 1946-1947 : Programmes d’échange scolaire AFS

En 1946, le directeur général d’AFS, Stephen Galatti (en), et les conducteurs AFS, dont Ernest Hemingway et Walt Disney, des deux guerres mondiales créent un programme d’échange scolaire visant à préserver l’amitié internationale en temps de paix. L’année suivante, le premier groupe de participants scolaires AFS provenant de France, de Tchécoslovaquie, des Pays-Bas, de Norvège, d’Angleterre et de Syrie, arrive aux États-Unis dans le cadre d’un programme de bourses.
- 1948 : Premier « bus trip » AFS

Lors de l’été 1948, 29 membres AFS embarquent pour un voyage en bus de 24 jours et près de 9 000 km, traversant 22 États du territoire américain. Parmi les participants, des élèves du programme d’échange scolaire, en plus des étudiants qui font partie du programme de bourses universitaires. Plusieurs arrêts sont prévus : la Maison-Blanche à Washington, l’usine d’assemblage Ford dans le Michigan, Seven Falls dans le Colorado et un match de baseball dans le Tennessee. L’un des objectifs de ce voyage, qui se renouvellera les années suivantes, est d’encourager les Américains à offrir des bourses d’études et l’hospitalité aux futurs participants AFS.
- 1950-1957 : Étudiants américains à l’étranger

En 1950, le programme des étudiants américains à l’étranger (American Abroad) est lancé. Les neuf premiers étudiants en provenance des États-Unis passent plusieurs mois dans des familles en France, où se trouve le plus grand nombre de participants AFS à cette époque. En 1951, le programme se développe dans sept pays en Europe et, en 1957, les participants ont la possibilité de passer plusieurs mois à l’étranger et d’aller dans des écoles étrangères d’un grand nombre de pays.
- 1960-1969 : Promouvoir un monde pacifique

Au cours des années 1960, les participants du programme d’AFS (étudiants se rendant aux États-Unis) continuent de rencontrer les présidents des États-Unis à Washington, avant de retourner dans leur pays. Les différents présidents louent l’organisation pour sa contribution aux efforts de diplomatie publique américaine et soulignent le rôle essentiel des participants AFS dans la promotion d’un monde plus pacifique.
- 1970-1971 : Internationalisation

En 1970, pour la première fois, des citoyens non américains sont élus au conseil d’administration d’AFS. Un an plus tard, les programmes internationaux d’AFS commencent, offrant aux étudiants l’opportunité de voyager depuis et vers d’autres pays que les États-Unis.
- 1984 : Les objectifs éducatifs d’AFS

En février 1984, l’atelier sur le contenu d’apprentissage interculturel et les exigences de qualité (également connu sous le nom d’Atelier de Montréal) affirme l’engagement d’AFS en matière d’apprentissage interculturel et définit formellement ses objectifs éducatifs. Les 16 objectifs éducatifs définissent l’approche pédagogique, guident les pratiques en place et font d’AFS un programme éducatif unique. Les objectifs contribuent à un développement et un changement en termes de valeurs et de compétences personnelles, à un renforcement des relations interpersonnelles, à une sensibilité interculturelle et à une conscience des enjeux mondiaux.
- 1989-1993 : Accords de partenariat

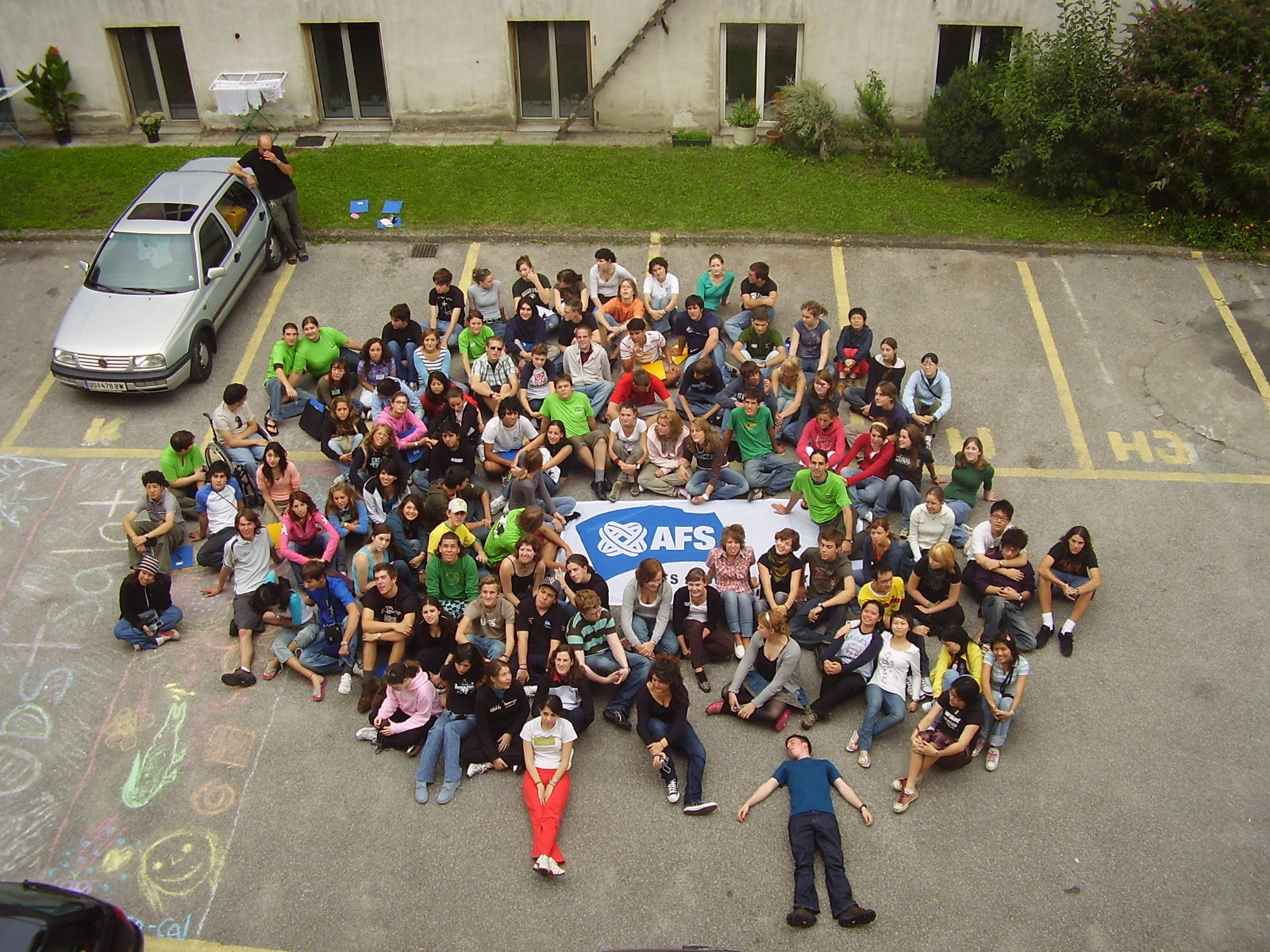
AFS en Autriche (2007).

En 1989, quatre organisations nationales (Australie, Danemark, Italie et Suisse) sont les premiers partenaires AFS à devenir des entités juridiques distinctes du siège d’AFS aux États-Unis. Les « accords de partenariat » sont approuvés par le conseil d’administration international d’AFS en 1990 et stipulent que chaque partenaire AFS est lié à AFS Intercultural Programs par un accord séparé. En 1993, la structure nationale est officiellement créée dans tous les pays, y compris aux États-Unis.
- 2011 : Programme d’apprentissage interculturel

Les efforts de recherche se concentrant sur une meilleure compréhension de l’impact des programmes d’échange se poursuivent au XXIe siècle, avec notamment l’étude « Évaluation de l’impact d’une expérience AFS d’études à l’étranger », menée en 2005, et l’étude « Impact à long terme d’AFS », réalisée en 2006. En s’appuyant sur les résultats de ces recherches, le programme d’apprentissage interculturel d’AFS est lancé en 2011. L’objectif de ce programme d’évaluation et de formation par étapes est de permettre aux bénévoles et au personnel du monde entier de mieux soutenir les étudiants, les familles et les écoles AFS dans le processus d’apprentissage.
- 2014 : Le centenaire d’AFS

AFS célèbre son centenaire en 2014 à Paris. Depuis sa création jusqu’à son centenaire, l’association, portée par ses 450 000 anciens participants, n’a eu de cesse de mener à bien sa mission. En reliant sa philosophie « apprendre à vivre ensemble » aux principaux enjeux mondiaux du XXIe siècle, AFS s’emploie à construire une communauté regroupant des citoyens du monde déterminés à bâtir des ponts entre les cultures.

## AFS Vivre sans Frontière
La branche française de l’organisation, AFS Vivre Sans Frontière (AFS VSF), est une fédération composée de 27 associations affiliées locales. AFS VSF œuvre au rapprochement des cultures à travers ses programmes d’échanges internationaux à caractère éducatif et interculturel dans plus de 50 pays. C’est une association loi de 1901 reconnue d’utilité publique depuis 1965 et agréée Jeunesse et éducation populaire. L’association appartient au réseau international AFS Intercultural Programs, présent dans 59 pays.
En 2022, 350 jeunes étrangers ont été accueillis en France par des familles bénévoles et 290 jeunes Français sont partis à l’étranger par le biais d’AFS Vivre Sans Frontière. Au niveau mondial, plus de 8 000 jeunes sont partis dans le cadre d'un programme AFS, avec l'aide de 50 000 bénévoles actifs.

### Former des citoyens du monde
AFS propose des programmes éducatifs basés sur l’expérience : vivre une mobilité en immersion permet de progresser sur soi, au contact du monde. AFS concourt à une réussite de l’éducation non-formelle, menée en collaboration directe et étroite avec les établissements scolaires, qui apporte des compétences individuelles, interpersonnelles et interculturelles fondatrices pour les participants.

### Des programmes au départ
AFS Vivre Sans Frontière forme et accompagne au départ près de 300 lycéens par an, vers une cinquantaine de destinations. Les programmes sont conçus comme des séjours éducatifs et interculturels en immersion totale : accueil en famille bénévole et scolarisation dans un lycée du pays.
D’une durée comprise entre six semaines et onze mois, ils offrent de véritables opportunités d’apprentissage par l’expérience, et permettent de développer des relations d’amitié entre des personnes qui n’auraient jamais eu l’occasion de se rencontrer, de vivre sous le même toit, et d’apprendre sur les bancs d’une même école.

### Des familles d’accueil bénévoles
Près de 350 lycéens étrangers venus des cinq continents viennent en France vivre un séjour en immersion avec AFS. Ils sont accueillis dans des familles bénévoles, qui leur ouvrent les bras et les accompagnent au quotidien dans leur apprentissage de la langue et de la culture française. En accueillant des jeunes venus du monde entier, les familles françaises apprennent sur elles-mêmes, découvrent d’autres cultures, élargissent leur vision du monde et tissent des liens d’amitié pour la vie.  

### Des bénévoles actifs et formés
Pour préparer les jeunes Français à un séjour et accompagner les lycéens étrangers et les familles d’accueil, AFS Vivre Sans Frontière peut compter sur 900 bénévoles actifs répartis sur tout le territoire hexagonal.
Pour les départs, les bénévoles interviennent en amont des programmes, pour mesurer les motivations des jeunes et leur fournir des outils et conseils pour aborder au mieux les défis liés au choc culturel qu’ils s’apprêtent à vivre ; pendant le séjour, pour assurer un suivi de qualité et être à leur écoute ; et au retour, afin de dresser le bilan du séjour, d’échanger autour des difficultés que peut impliquer la réintégration en France et de valoriser et formaliser les acquis de l’expérience.

## Les destinations proposées par AFS VSF
| - Allemagne - Argentine / Uruguay - Autriche - Belgique flamande - Bolivie - Brésil - Canada - Chili - Chine - Colombie - Costa Rica - Croatie - Danemark | - Égypte - Équateur - Espagne - États-Unis - Finlande - Ghana - Hong Kong - Hongrie - Inde - Indonésie - Islande - Italie - Japon - Lettonie - Malaisie - Mexique | - Norvège - Nouvelle-Zélande - Paraguay - Pays-Bas - Pérou - Philippines - Pologne - Portugal - République dominicaine - République tchèque - Serbie - Slovaquie - Suisse (allemande) | - Thaïlande - Turquie |

Étudiants AFS notables en échange
- Christine Lagarde, présidente de la Banque centrale européenne, ancienne ministre de l'Économie, de l'Industrie et de l'Emploi de la France, s'est rendue aux États-Unis en 1973-1974
- Martin Wincker, écrivain français auteur notamment de La maladie de Sachs (1998), du Chœur des femmes (2009) ou encore de Franz en Amérique (2022) est allé aux États-Unis en 1972-1973
- Adèle Van Reeth, directrice de France Inter depuis septembre 2022 est partie avec AFS Vivre Sans Frontière en Nouvelle-Zélande (1998)
- Clémentine Célarié, comédienne (théâtre, cinéma) et metteur en scène, est allée aux États-Unis en 1975-1976
- Emma Dusong, artiste française (est allée aux États-Unis 1998-1999)
- Gabriel Boric, Président du Chili élu en 2021 a vécu plusieurs mois en France en 2001-2002 grâce à AFS
- Patrick Mendis, diplomate américain d'origine sri-lankaise, professeur, auteur, cadre du gouvernement américain (est allé aux États-Unis)
- Edgar Ramirez, acteur vénézuélien (est allé en Autriche)
- Clément Massé, journaliste à France Télévisions (est allé aux États-Unis entre 1991 et 1992)
- Lee Bollinger, le 19e président de l'Université de Columbia (est allé au Brésil)
- Ron Underwood, réalisateur américain (est allé à Ceylan - aujourd'hui Sri Lanka)
- Luca Parmitano, astronaute italien (est allé aux États-Unis)
- Hans Schlegel, astronaute allemand (est allé aux États-Unis)
- Catherine Coleman, astronaute américaine (est partie en Norvège)
- Anies Baswedan, gouverneur actuel de Jakarta (est allé aux États-Unis de 1987 à 1988)
- Dixie Dansercoer, explorateur belge (est parti aux États-Unis)
- Jan Eliasson, ancien président de l'Assemblée générale de l'ONU et ministre suédois des Affaires étrangères (s'est rendu aux États-Unis), secrétaire général adjoint de l'ONU à partir du 1er juillet 2012
- Cesar Gaviria, ancien président de la Colombie (est allé aux États-Unis)
- Israel Hanukoglu, professeur de biochimie et conseiller scientifique du Premier ministre israélien (est allé aux États-Unis)
- Yoshihiro Hattori (est allé aux États-Unis)
- Bill Irwin, acteur américain (est allé en Irlande du Nord)
- Ernesto Jerez, un commentateur sportif dominicain
- Kenneth I. Juster, ambassadeur des États-Unis en Inde (est allé en Thaïlande)
- David Madden, champion américain de quiz et fondateur de l'International History Bee and Bowl (est allé en Autriche)
- Zalmay Khalilzad, ancien ambassadeur des États-Unis auprès des Nations unies (s'est rendu aux États-Unis)
- Ulrike Lunacek, actuelle membre autrichienne du Parlement européen (est allée aux États-Unis)
- Margaret H. Marshall, 23e Chief Justice de la Massachusetts Supreme Judicial Court, et la première femme à occuper ce poste (AFS aux États-Unis depuis l'Afrique du Sud)
- Milow, un chanteur belge (est allé aux États-Unis)
- Jann Klose, auteur-compositeur-interprète d'origine allemande (est allé aux États-Unis)
- Klaus Eberhartinger, chanteur et présentateur autrichien (est allé aux États-Unis)
- Diana Muir, écrivaine et historienne américaine (est partie au Chili)
- Tiina Nunnally, un auteur et traducteur américain (est allé au Danemark)
- Helmut Panke, membre du conseil d'administration de Microsoft (est allé aux États-Unis)
- Gerhard Pfanzelter, ambassadeur d'Autriche auprès des Nations unies (est allé aux États-Unis)
- Lieven Scheire, comédien belge (est allé en Islande)
- Yasuhisa Shiozaki, homme politique japonais (est allé aux États-Unis)
- Linda Wells, rédactrice en chef américaine (est allée en Turquie)
- Craig Wilson, chroniqueur américain (est allé en Grande-Bretagne)
- James Woolsey, spécialiste de la politique étrangère et ancien directeur du renseignement central et chef de la Central Intelligence Agency (5 février 1993 - 10 janvier 1995) (est allé en Suède)
- Colin Bundy Directeur du Green Templeton College, Oxford (est allé aux États-Unis depuis l'Afrique du Sud)
- J. Christopher Stevens, ambassadeur des États-Unis en Libye tué alors qu'il était ambassadeur des États-Unis en Libye (est allé en Espagne)
- Ilona Szabó Politologue brésilienne (est allée en Lettonie)
- İsmail Cem İpekçi Ministre turc des affaires étrangères (est allé aux États-Unis)
- Rogelio Pfirter, diplomate argentin (est allé aux États-Unis)
- Susana Malcorra, chef de cabinet des Nations unies au Bureau exécutif, a été chef de l'exploitation et directrice exécutive adjointe du Programme alimentaire mondial (est allé aux États-Unis)
- Jorge Argüello, ambassadeur d'Argentine (est allé aux États-Unis)
- Julio Frade, acteur uruguayen, présentateur de radio et pianiste (est allé aux États-Unis)
- Alfreð Finnbogason, joueur de football islandais (est allé en Italie)
- Alfred Biolek, artiste allemand (est allé aux États-Unis)
- Ron Underwood, réalisateur américain (est allé au Sri Lanka, alias Ceylan)
- Torbjørn Røe Isaksen, homme politique norvégien (est allé aux États-Unis)
- Dr Ilham Zaidi, épidémiologiste indien (est allé au Japon)
- Ulrich Tukur, acteur allemand (est allé aux États-Unis)
- Dorothee Bär, ministre d'État allemande (s'est rendue aux États-Unis), membre du conseil d'administration AFS Intercultural Programs Germany
- Renata Sorrah, actrice brésilienne (est partie aux États-Unis)
- Tim Noakes, professeur d'exercice et sciences du sport classé A en Afrique du Sud à l'université du Cap (est allé aux États-Unis)
- Salvador Sobral, Portugal, le gagnant du Concours Eurovision de la chanson 2017 (est allé aux États-Unis)[7]
- Shamcey Supsup, Philippine, 3e finaliste de Miss Univers 2011.
- Diann Shipione, conseillère financière américaine et avocate du système de retraite municipal américain (s'est rendue au Sri Lanka)